# Marc Kibong Mbamba
Marc Kibong Mbamba (sinh 15 tháng 10 năm 1988) là một cầu thủ bóng đá Cameroon thi đấu cho MKE Ankaragücü ở vị trí tiền vệ.